# 福田栄一
福田 栄一（ふくだ えいいち、1977年9月5日 -）は、日本の小説家・推理作家。愛媛県新居浜市生まれ。東京都清瀬市在住。東京都立大学 (1949-2011)（現・首都大学東京）法学部卒業。
2003年、「絶体絶命日常冒険小説」と銘打たれた『A HAPPY LUCKY MAN』で小説家デビューする。ミステリー、青春小説、シチュエーション・コメディ、時代小説など様々なジャンルの小説を執筆している。

## 作品

### 単行本
- A HAPPY LUCKY MAN（2003年8月 光文社 / 2007年3月 光文社文庫）
- 玉響荘のユーウツ（2005年10月 トクマ・ノベルズ）
- あかね雲の夏（2006年9月 光文社）
- メメントモリ（2007年2月 徳間書店）
- エンド・クレジットに最適な夏（2007年5月 東京創元社ミステリ・フロンティア）
  - 【改題】青春探偵ハルヤ（2015年8月 創元推理文庫）
- 監禁（2007年6月 講談社ノベルス）
- 晴れた日は、お隣さんと。（2008年6月 MF文庫ダ・ヴィンチ）
- 狩眼（2009年9月 講談社ノベルス）
- 蒼きサムライ（2010年2月 MF文庫ダ・ヴィンチ）
- 夏色ジャンクション（2010年5月 実業之日本社 / 2013年6月 実業之日本社文庫）
- 春の駒 鷺澤家四季（2013年6月 東京創元社ミステリ・フロンティア）
- 探偵の流儀（2013年10月 光文社）
- 森笠邸事件 探偵の流儀II（2015年6月 光文社）

### アンソロジー収録短編
「」内が福田栄一の作品
- Re-born はじまりの一歩（2008年3月 実業之日本社 / 2010年12月 実業之日本社文庫）「あの日の二十メートル」
- 蝦蟇倉市事件1（2010年1月 東京創元社ミステリ・フロンティア）「大黒天」
  - 【改題】晴れた日は謎を追って がまくら市事件（2014年12月 創元推理文庫）

### 雑誌掲載作品
- 「トラの受難」（『小説宝石』2018年6月号、光文社）
- 「夜明けの願い」（『小説宝石』2019年3月号、光文社）
- 「届かぬ手紙」（『小説宝石』2019年8月号、光文社）
- 「悪夢の中の不気味に笑う女の正体は……」（『小説宝石』2019年12月号、光文社）
- 「六地蔵」（『小説宝石』2020年4月号、光文社）

## 映像化作品
テレビドラマ
- 青春探偵ハルヤ（2015年10月放送開始予定、日本テレビ系「プラチナイト・木曜ドラマ」、主演：玉森裕太、原作：エンド・クレジットに最適な夏）[3]